# 胡铨
參數所指定的目標頁面不存在，建議更正成存在頁面或直接建立下列一個頁面（建立前請先搜尋是否有合適的存在頁面可以取代）：
- 胡銓 (康熙進士)

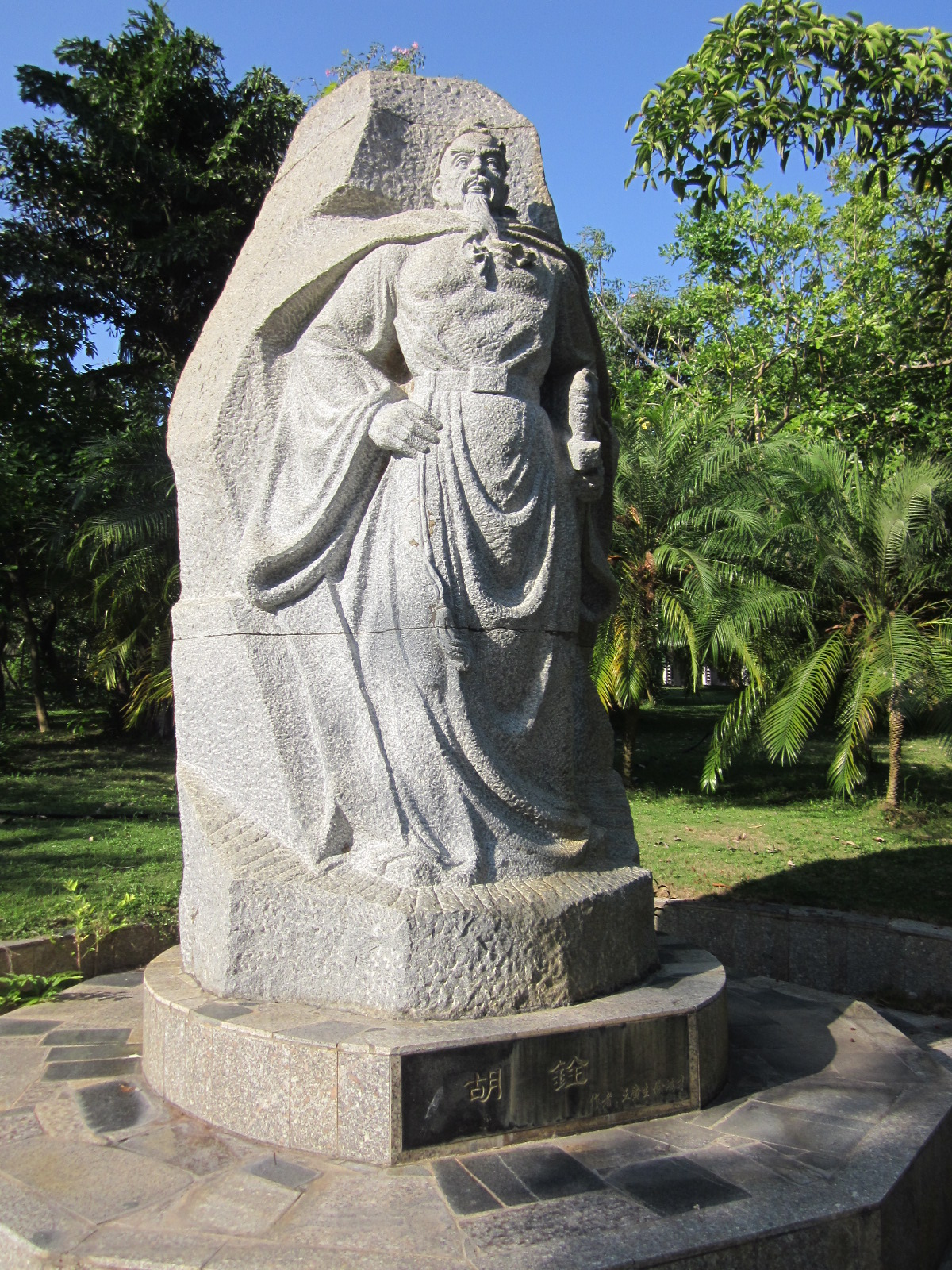
胡銓雕像，三亞天涯海角。

胡銓（1102年7月4日—1180年7月13日），字邦衡，號澹庵，吉州廬陵縣（今江西吉安）人，南宋政治家、文學家。諡號忠簡。與歐陽修、楊邦乂、周必大、楊萬里、文天祥，合稱廬陵「五忠一節」。與李綱、趙鼎、李光並稱「南宋四名臣」。

## 生平
北宋建中靖國元年（1101年）六月初三日，生於吉州廬陵薌城（今江西省吉安市青原區值夏鎮）。自幼聰慧，隨蕭楚習讀《春秋》。
南宋建炎二年（1128年），進士及第，該科由宋高宗親自策試，胡銓以萬言策上，甚為轟動。紹興五年（1135年），金太宗死，金朝內部調整，高宗重用秦檜，一再主張議和。紹興七年（1137年）胡銓在樞密院綸修官任上，反對與金朝議和，上書請斬主和派秦檜、王倫、孫近三奸臣，停止「和議」，北上抗金。他說：「奈何以祖宗之天下為金虜之天下，以祖宗之位為金虜藩臣之位！」「此膝一屈不可復伸，國勢陵夷不可復振」「臣備員樞屬，義不與檜等共戴天，區區之心，願斷三人頭，竿之藁街」「不然，臣有赴東海而死，寧能處小朝廷求活耶？」秦檜見書，即以“狂妄上書，語多凶悖，意在鼓眾，劫持朝廷”之罪，欲將胡銓除名編管（類似開除公職、下放勞動改造），朝中大臣多救之，秦檜迫於公論，才未除名而貶官於邊遠地區，輾轉任福州簽判。紹興十二年（1142年）最終的紹興和議時，胡銓又在廣州再次上書譴責秦檜，以「飾非橫議」之名編管新州（今廣東新興縣）。紹興十八年（1148年）再謫吉陽軍（今海南三亞市）。紹興二十五年（1155年）秦檜死後，方得以復官。
紹興三十二年（1162年），六月高宗趙構傳位太子趙昚（孝宗），胡銓復職奉議郎、知饒州。帝召他入對，胡銓上奏修德、結民、練兵、觀釁四事。帝說：「朕很早就聽說你耿直誠實」。因任命他為吏部郎官。
隆興元年（1163年），遷任秘書少監、擢任起居郎。針對自隆興北伐失敗後朝中的議和之風，多次上表予以反對。後歷任國史院編修、工部員外郎、權兵部侍郎、端明殿學士等職，積極反對與金朝議和，並曾一度親自領兵抗金。乾道七年（1171年），任寶文閣待制，留經筵。後辭官回鄉。
淳熙七年（1180年）五月二十九日卒於故里。十月，葬於廬陵儒行鄉松山原。諡忠簡。

## 家族
- 曾祖：胡璉
- 曾祖母：康氏
- 曾祖母：劉氏
- 祖父：胡愷，贈承務郎
- 祖母：張氏，封孺人
- 父：胡載，累贈太中大夫
- 母：陳氏，贈淑人
- 母：張氏，贈淑人
- 生母：曾氏，贈淑人
- 妻：劉氏，贈淑人
  - 子：胡泳，承務郎、監江東淮西總領軍馬錢糧所太平惠民局兼行宮雜買場
    - 孫：胡槻，承事郎、簽書光化軍判官廳公事
    - 孫：胡榘，修職郎
    - 孫：胡桯
    - 曾孫：胡復孫
    - 曾孫女：胡婉孫
    - 曾孫女：胡壽孫
    - 曾孫女：胡桀孫
    - 曾孫女：胡李孫

  - 子：胡澥，承事郎、監潭州南嶽廟
  - 子：胡浹，承務郎
  - 子：胡瀳，承務郎
  - 子：胡沖
  - 女：胡氏，適嚴萬全
  - 女：胡氏，適葉昌嗣
  - 女：胡氏，適方自厚
  - 女：胡氏，適承務郎、興國縣丞王宗孟
  - 女：胡氏，適將仕郎王藏
  - 孫：胡杙
  - 孫：胡杋
  - 孫：胡榗
  - 孫女：胡相孫

## 著作
著有《澹庵集》一百卷，已散佚，現存詞作不多，多為慷慨激昂之語，開辛棄疾等人之先河。後世多景仰其事迹，多有胡氏家族尊其為始祖。

## 傳記
《宋史·卷三百七十四·列傳第一百三十三》 

## 延伸阅读
[在维基数据编辑]
 《宋史·卷374》，出自脱脱《宋史》
 在维基共享资源阅览影像